# La Torre Oscura
La Torre Oscura es una saga de libros escrita por el autor estadounidense Stephen King, que incorpora temas de múltiples géneros literarios. Describe a un "pistolero" y su búsqueda de una torre, cuya naturaleza es tanto física como metafórica. King ha descrito la serie como su magnum opus. Además de las ocho novelas que componen la serie propiamente dicha (las cuales suman un total de 4250 páginas), muchos de sus otros libros se relacionan con la historia, introduciendo conceptos y personajes que entran en escena a medida que la serie se desarrolla. Una vez que la serie fuera terminada, una serie de cómics precuela le siguió.
La serie se inspiró principalmente en el poema Childe Roland to the Dark Tower Came (Childe Roland a la Torre Oscura llegó), de Robert Browning, cuyo texto entero fue incluido en el apéndice del volumen final. En el prefacio a la edición revisada de 2003 de El pistolero, King también identifica a El Señor de los Anillos, la leyenda artúrica y El bueno, el feo y el malo como inspiraciones. Identifica al personaje del "hombre sin nombre", de Clint Eastwood, como una de sus mayores inspiraciones para el protagonista, Roland Deschain. El estilo de King en cuanto a los nombres de los lugares en la serie, como Mundo Medio, y su desarrollo de un idioma único abstracto del nuestro (Alta Lengua), son también influenciados por el trabajo de J. R. R. Tolkien.

## Visión general

### Resumen del argumento
En la historia, Roland Deschain es el último miembro electo de una prestigiosa orden de caballería conocido como pistoleros y el último de la línea de "Arthur Eld", el análogo del mundo del Rey Arturo. Políticamente organizada entre las líneas de una sociedad feudal, comparte características tecnológicas y sociales con el viejo oeste americano pero es también mágica. Muchos de los aspectos mágicos se desvanecieron de Mundo Medio, pero quedan restos, al igual que reliquias de una sociedad tecnológicamente avanzada. La búsqueda de Roland consiste en encontrar la Torre Oscura, un legendario edificio que dicen es el centro de convergencia de todos los universos. Se menciona que el mundo de Roland se ha "movido", y parece estar destruyéndose. Poderosas naciones fueron eliminadas por la guerra, ciudades enteras y regiones desaparecieron sin rastro y el tiempo no corre en forma normal. 

### Personajes
En su viaje a la Torre Oscura, Roland conoce a un gran número tanto de amigos como de enemigos. En la mayor parte del camino es acompañado por un grupo de personas que unidos con él forman el Ka-tet del Diecinueve y Noventa y nueve, consistente en Jake Chambers, Eddie Dean, Susannah Dean, y Acho. Entre sus muchos enemigos en el camino se encuentran el Hombre de Negro y el Rey Carmesí.

### Lenguaje
King creó un lenguaje para sus personajes, conocido como la Alta Lengua. Ejemplos  incluyen las frases, Gracias, sai ("Gracias, señor/a") y Dan-Tete ("pequeño salvador"), el término "Ka", que es el equivalente aproximado de destino (y de forma similar, "Ka-tet", un grupo de personas unidas por el destino).

## Recepción
Bill Sheehan, de The Washington Post, llamó a la serie «humana, visionariamente épica y una verdadera magnum opus» que se presenta como un «imponente ejemplo de pura narración [...] llena de conjuntos de piezas brillantemente exhibidos... encuentros catastróficos y momentos de tragedia desoladora». Erica Noonan, de The Boston Globe, dijo que «hay un mundo fascinante para ser descubierto en la serie» pero notó que su naturaleza épica lo aleja de ser fácil de descubrir. Aggen Jhonston, de The New York Times, se sintió decepcionado por cómo la serie se desarrolló; mientras que se maravilló con el «gran absurdo de la existencia [de los libros]» y felicitó el estilo narrativo de King, dijo que la preparación hubiera mejorado la serie, declarando que «King no tiene la fineza narrativa para este tipo de juegos, y las voces lo defraudaron». Sin embargo, Michael Berry, de The San Francisco Chronicle, llamó a los primeros tramos de la serie un «revoltijo rimbombante», pero al final «una despedida que ofrece más de lo que se ha prometido».

## Otros medios

### Libros sobre la serie
La serie ha impulsado libros no ficticios relacionados, por otros autores además de King. Robin Furth ha publicado la obra de dos volúmenes, Stephen King's The Dark Tower: A Concordance, obra de estilo enciclopédico que acompaña la serie, que ella originalmente escribió para uso personal de King. Bev Vincent ha escrito The Road to The Dark Tower: Exploring Stephen King's Magnum Opus, un libro que contiene historias de fondo, sumarios y análisis. Stephen King ha aprobado ambos libros.

### Serie de cómics precuela
Una precuela a la serie de La Torre Oscura, ubicada en el tiempo de los flashbacks en El pistolero y Mago y Cristal, ha sido realizada por Marvel Comics. En La Torre Oscura: El nacimiento del pistolero, Robin Furth se encarga del argumento, Peter David del guion y Jay Lee y Richard Isanove de la ilustración. El proyecto es supervisado por King. El primer número de este primer arco argumental fue publicado el 7 de febrero de 2007. Un volumen en tapa dura conteniendo todos los 7 números fue publicado el 7 de noviembre de 2007.
El segundo arco argumental en la serie de cómics de La Torre Oscura fue realizado por Marvel Comics, y se titula La Torre Oscura 2: El Largo Camino A Casa. El primer número fue publicado el 5 de marzo de 2008. Un volumen en tapa dura conteniendo todos los 5 números fue publicado el 15 de octubre de 2008. 
El tercer arco argumental en la serie de cómics de La Torre Oscura fue realizado por Marvel Comics, y se titula La Torre Oscura 3: Traición. El primer número fue publicado el 10 de septiembre de 2008. Un volumen en tapa dura conteniendo todos los 6 número fue publicado el 21 de abril de 2009.
Posteriormente a haberse completado el tercer arco argumental, un único número titulado La Torre Oscura: Hechicero fue publicado el 8 de abril de 2009. La historia se enfoca en la historia del malvado mago Marten Broadcloak.
El cuarto arco argumental en la serie de cómics de La Torre Oscura fue realizado por Marvel Comics, y se titula La Torre Oscura 4: La Caída De Gilead. El primer número fue publicado el 13 de mayo de 2009. Un volumen en tapa dura conteniendo todos los 6 números, al igual que el único de Hechicero, fue publicado el 2 de febrero de 2010.
El quinto arco argumental en la serie de cómics de La Torre Oscura fue realizado por Marvel Comics, y se titula La Torre Oscura: La Batalla de la Colina de Jericó. El primer número fue publicado el 3 de diciembre de 2009. Un volumen en tapa dura conteniendo todos los 5 números fue publicado el 7 de agosto de 2010.
Hasta la fecha, Marvel Comics también publicó tres libros suplementarios que se expanden sobre personajes y locaciones inicialmente introducidos en las novelas. The Dark Tower: Gunslingers' Guidebook fue publicado en 2007, The Dark Tower: End-World Almanac fue publicado en 2008, y The Dark Tower: Guide to Gilead fue publicado en 2009. Los tres libros fueron escritos por Anthony Flamini, con Furth como consulora creativa. End-World Almanac y Guide to Gilead presentan ilustraciones por David Yardin.

### La Torre Oscuraen cómic
Una adaptación de la novela de King Las Hermanitas de Eluria, titulada The Dark Tower: The Gunslinger - The Little Sisters of Eluria, fue realizada como una serie de cómics y publicada por Marvel Comics. El primer número de los cinco fue publicado el 8 de diciembre de 2010, y una edición de colección en tapa dura el 8 de junio de 2011.
Una adaptación de la novela de King La Torre Oscura: El pistolero, titulada The Dark Tower: The Gunslinger: The Journey Begins, fue realizada como una serie de cómics y publicada por Marvel Comics. La edición de colección en tapa dura fue publicada el 26 de enero de 2011.
Una segunda adaptación de la novela de King La Torre Oscura: El pistolero, titulada The Dark Tower: The Gunslinger - Battle of Tull, fue realizada como una serie de cómics y publicada por Marvel Comics. El primer número de los cinco fue publicado el 1 de junio de 2011.
Continuando con la adaptación del volumen La Torre Oscura: El pistolero, Marvel Comics publicó el siguiente arco argumental The Dark Tower: The Gunslinger - The Way Station, el primer número de los cinco fue publicado en diciembre de 2011.
El arco argumental siguiente, basado en la novela La Torre Oscura: El pistolero se titula  The Dark Tower: The Gunslinger - The Man in Black. El primer número de los cinco fue publicado en junio de 2012 por Marvel Comics.

### Discordia
El 7 de diciembre de 2009 vio el estreno de un juego en línea, subproducto de la serie, titulado Discordia, disponible para jugar sin cargo en el sitio web oficial de Stephen King. El juego es una continuación de la historia original de La Torre Oscura, siguiendo la guerra entre la Tet Corporation y Sombra/NCP en Nueva York, y ha sido supervisado tanto por Stephen King como por Robin Furth. 

### Adaptación cinematográfica
Inicialmente, en 2007 J. J. Abrams fue conectado con una adaptación cinematográfica, pero luego reveló que se había retirado él mismo de la participación en el proyecto. El 8 de septiembre de 2010, un anuncio oficial fue realizado, diciendo que la serie sería llevada tanto a la pantalla grande como a la pequeña a través de una trilogía de películas y una serie de televisión de dos temporadas para conectar espacios entre las películas. De acuerdo con una publicación de prensa de Universal Pictures del 29 de octubre de 2010, la primera película de La Torre Oscura se estrenaría el 17 de mayo de 2013. El 19 de julio de 2011, Universal retiró su apoyo de la producción de las películas y serie de televisión de La Torre Oscura. De acuerdo a diversos reportes, el estudio fue incapaz de llegar a un acuerdo de términos con el productor Ron Howard. A pesar de esto, Stephen King continuó confiado de que Howard logrará realizar el proyecto con otro estudio, y Howard confirmó que la adaptación aún seguía en marcha, aclarando que HBO sería la encargada de la parte televisiva del proyecto.
La Torre Oscura (The Dark Tower) se estrenó en USA en julio de 2017 y en España en agosto de 2017. Dirigida por Nikolaj Arcel y protagonizada por Idris Elba, Matthew McConaughey y Katheryn Winnick.

## Conexiones con otras obras de King
La serie se ha transformado en un eje que une a gran parte del conjunto de obras de King. Los mundos de La Torre Oscura están, en parte, compuestos por lugares, personajes, eventos y otros varios elementos de muchas de las novelas y relatos de King.